# Abgegrieft
Abgegrieft (bürgerlich Lucas Bürger; * 28. Juni 1997) ist ein deutscher Webvideoproduzent, der insbesondere Let’s Plays zum Videospiel Minecraft auf dem Videoportal YouTube veröffentlicht.

## YouTube-Kanal
Abgegrieft begann 2013 mit seinen Videos zum Thema Minecraft. Anfangs beschränkten sich die Videos auf einfache Unterhaltung, in denen er sich per Chat über andere Teilnehmer des Spiels lustig machte, sie griefte und die Reaktionen ins Internet stellte.
Ab 2016 bis Anfang 2020 erschienen auf seinem Kanal dann tägliche Videos und das Videoangebot wurde erweitert. 
Im November 2016 sah sich der YouTuber mit dem Vorwurf der Irreführung seiner Zuschauerschaft konfrontiert. Dieser Vorwurf wurde insbesondere durch den YouTuber HerrNewstime publik gemacht, der sich in einem eigenen Video kritisch mit dem Vorgehen Abgegriefts auseinandersetzte. In dem entsprechenden Beitrag präsentierte HerrNewstime eine Sequenz, in der Abgegrieft einem jugendlichen Mitwirkenden konkrete Handlungsanweisungen für die Erstellung eines Videobeitrags erteilte. Nach Darstellung von HerrNewstime sollte diese Szene ursprünglich nicht Teil der Veröffentlichung sein, da sie den inszenierten Charakter der vermeintlich spontanen Inhalte offenlegte. Es wird angenommen, dass Abgegrieft die betreffende Passage versehentlich nicht aus dem Material herausgeschnitten habe, wodurch der Verdacht der bewussten Täuschung der Rezipienten aufkam.
Darüber hinaus ist festzustellen, dass ein erheblicher Teil der auf dem Kanal veröffentlichten Inhalte thematisch ähnlich aufgebaut ist: Zahlreiche Videos stellen Reaktionen minderjähriger Protagonisten in den Vordergrund, die während der Inszenierung emotional überfordert wirken, lautstark protestieren oder den YouTuber anschreien. Diese Darstellungsweise führte nicht nur zu einer hohen Aufmerksamkeit innerhalb der Plattform, sondern löste zugleich Debatten über den Umgang mit Kindern und Jugendlichen in derartigen medialen Kontexten aus. Insbesondere Fragen nach Authentizität, ethischer Verantwortung sowie den psychologischen Auswirkungen auf die beteiligten Minderjährigen rückten dadurch verstärkt in den Fokus der öffentlichen Diskussion.
Am 24. Juli 2020 veröffentlichte er einen neuen Server MineTania in Kooperation mit Pixelgame Studios GmbH. Er ist außerdem Head of Strategy und Gesellschafter bei den Pixelgame Studios. Die Pixelgames Studios GmbH hat die Insolvenz angemeldet und die MineTania Server sind nun offline.
Ende 2018 veröffentlichten die YouTuber Abgegrieft, Rypex, SkyGuy und Phorx eine Reihe von Unterhaltungsvideos, in denen sie darstellten, wie sie Opfer eines unbekannten Täters wurden. Obwohl diese Videos klar als Unterhaltung gekennzeichnet waren, führte eine bewusste Falschinterpretation einiger Zuschauer dazu, dass sie die Situation für echt hielten und die Vorfälle bei der Polizei meldeten. Die YouTuber haben die Videos entfernt. Dies resultierte schließlich in einem tatsächlichen Polizeieinsatz, obwohl die Szenen rein fiktional waren. Die Medienkritik konzentrierte sich später darauf, dass die YouTuber, trotz ihrer Kennzeichnung der Videos als fiktional, durch die Auswirkungen auf die Realität – wie den ausgelösten Polizeieinsatz – für Unruhe sorgten.
Abgegrieft war 2019 von einem Hackerangriff betroffen, bei dem die Daten von 994 Politikern und Promis veröffentlicht wurden. Die damaligen Daten-Leaks fanden über den gekaperten Twitter-Account seines YouTube-Bekannten Yannick Kromer statt. Da der Hacker 0rbit_ sowie Kromer ihre Anfänge in der Minecraft-Szene und Kontakt zu Abgegrieft hatten, entstand in der Folge eine Reportage der FAZ, die über den Daten-Leak und die Folgen für Betroffene und die möglichen Gefahren in der Spielewelt berichtete.
Am 24. Juli 2020 veröffentlichte er einen neuen Server MineTania in Kooperation mit Pixelgame Studios GmbH, dieser ist im Laufe der Zeit eingestellt worden. Er war außerdem Head of Strategy und Gesellschafter bei den Pixelgame Studios.
Im August 2020 startete Abgegrieft eine Zusammenarbeit mit dem deutschen Zoll unter dem Projektnamen Block auf Zoll?. Dazu wurde ein spezieller Minecraft-Server erstellt, auf dem Spieler in verschiedene Sachgebiete des Zolls eintauchen konnten. Die Minecraft-Karte bestand aus über 50.000.000 Blöcken, welche extra für das Projekt gebaut wurde.

## Unternehmen
Am 30. Juli 2019 gründete Abgegrieft die Lucas Bürger e.K. als offizieller Eigentümer seiner Server-Netzwerke GrieferGames und MineSucht, sowie als Betreiber seines YouTube-Kanals und seiner Social-Media-Seiten. Am 30. August 2019 wurde die ABC Media GmbH als Nachfolgeunternehmen der Lucas Bürger e.K. gegründet und letztere aufgelöst. Sie hält außerdem die Rechte an den eingetragenen Wortmarken GrieferGames, Abgegrieft, sowie MineSucht. Am 19. November 2019 folgte die Gründung der Bürger Capital GmbH als Vermögensverwaltungsgesellschaft. Abgegrieft ist Geschäftsführer beider Unternehmen. Sitz der Unternehmen ist Monheim am Rhein. Am 31. Oktober 2021 wurde MineSucht abgeschaltet, da der Server immer weniger Spieler verzeichnen konnte.